# Constantin Gudima
Constantin Gudima (n. 9 septembrie 1942, Bîrnova, România – d. 8 martie 2018) a fost unul dintre cei mai performanți fizicieni din Republica Moldova, cercetător științific coordonator la Institutul de Fizică aplicată al Academiei de Științe a Moldovei, specialist în fizică nucleară, fost membru ULCT.

## Biografie
Constantin Gudima s- a născut în satul Bârnova, r-nul Dondușeni, că fiu al localnicului Chiril Gudima. Absolvind școala din satul natal în anul 1958 în mod strălucit, a fost admis la Facultatea de fizică și matematică a Universității de Stat din Chișinău. La anul 3 de studii, la sfatul, cu susținerea și încurajarea academicianului Vsevolod Moscalenco a fost transferat (detașat pentru continuarea studiilor) la Universitatea Lomonosov din Moscova, la secția de fizică nucleară, care avea că baza de cercetare Institutul Unificat de Cercetări Nucleare de la Dubna (regiunea Moscova). Aici a continuat studiile în fizică teoretică nucleară (în acei ani catedra era condusă de profesorul, membru - corespondent al Academiei de Științe din URSS, Dmitri Blohintev), inițial sub conducerea profesorului Vadim Toneev, iar ulterior, fiind admis la doctorantură la Institutul Unificat de Cercetări nucleare, colaborând cu alți specialiști din Laboratorul de Fizică teoretică, care ulterior a fost denumit în cinstea academicianului Bogoliubov. 
După absolvirea cu succes a doctoranturii la IUCN (Dubna) a revenit la Chișinău în anul 1966, unde a fost angajat în secția de fizică statistică, condus de profesorul Vsevolod Moscalenco. Dl Gudima nu s-a despărțit niciodată de aceasta secție, iar într-un timp a condus și sectorul de fizică nucleară din cadrul acestei secții, unde între timp au fost angajați cercetători ca Stefan Masnic, Grigore Dohotaru, Iurie Sondin, Serghei Ponomarenco, Anatol Cerbu, Mircea Baznat și alții.

## Biblliografie
- Baznat, Mircea. Constantin Gudima, un deschizător de drumuri. In: Revista de Știință, Inovare, Cultură și Artă „Akademos”. 2018, nr. 2(49), pp. 166-167. ISSN 1857-0461.